# میکائیل مسیح
میکائیل مسیح (انگلیسی: Michael Masih؛ زادهٔ ۷ ژوئن ۱۹۸۵) بازیکن فوتبال اهل پاکستان بود.
وی همچنین در تیم ملی فوتبال پاکستان بازی کرده است.